# 곽하마
곽하마(郭虾蟆, 1192년 ~ 1236년 10월)는 금나라 말기의 장군이다. 본명은 곽빈(郭斌)으로 하마는 그의 입이 큰 것에서 얻은 별칭이다. 안잔성씨를 하사받아 안잔하마(顏盞虾蟆)로도 부른다. 회주 출신이다. 1234년 금나라 멸망 시 채주성에서 몽골군에 항전하였으며, 서주성의 외곽으로 옮겨 2년간 항전하다가 패배, 우마와 창고, 건물을 소각하고 화살이 떨어지자 분신 자살하였다.

## 생애
활을 잘 쏘아 선사로 형 곽록대와 함께 선발되어 군인이 된다. 형이 동지평량부사가 되고 겸임 회주자사로 임명되어 곽록대를 따라 회주로 왔다가 서하군에 사로잡혔다. 결사적으로 싸우다가 체포, 투옥되었으나 형과 탈출 도중 형는 살해되고 곽하마는 탈출에 성공한다. 그는 난주군 동지주사에 임명되었다.
1221년 겨울, 군사를 이끌고 서하를 공격, 서하군 700명의 목을 베어왔고, 54마리의 말을 확보하였다. 그 공로로 동지임조부사에 임명되었다. 1223년 서하로부터 회주 수복을 시도, 붉은 불교승려복을 입은 기병 500명과 함께 산에서 기습 공격, 서하인들은 이를 신령으로 여기며 두려워했다. 4년만에 회주를 탈환하였다.
1234년 금 애종이 몽골군에 체포, 금나라를 멸망했다. 몽골군에게 포위된 봉상지역을 뚧고 탈출에 성공, 채주성에서 항전, 완안승린을 추대하였으나 완안승린은 탈출 도중 몽골군에 체포되어 참수되었다. 서주의 금나라 장군들 일부는 몽골에 투항, 그는 서주의 고립된 성에서 2년간 항전을 계속했다.
1236년 식량과 자원이 다 동이 나자, 곽하마는 성안의 물건을 몽고군에게 주느니 소와 말, 돼지들을 도살하여 장병들에게 먹이고 창고와 건물에 불을 놓아 소각했다. 그는 자신의 가족, 장교들의 처와 딸을 한곳에 모아 창고에 가둔 뒤 불로 소각했다. 그의 첩 1인이 살려줄 것을 호소하자, 본보기로 참수하였으며 이어 장졸들의 처와 딸들을 창고에 가두고 불을 질렀다.
1236년 10월 성안에 있던 장병들은 몽골군을 상대로 항전했으나, 화살이 다 떨어지자 궁과 칼을 불에 던지고 그 자신도 자결하였다. 후에 채주 지역 주민이 그의 사당을 세웠다.